# Kombothekráta
Kombothekráta (Kompothekrata) är en ort i Grekland.   Den ligger i prefekturen Nomós Kefallinías och regionen Joniska öarna, i den sydvästra delen av landet, 280 km väster om huvudstaden Aten. Kombothekráta ligger 100 meter över havet och antalet invånare är 449. Den ligger på ön Kefalonia Island.
Terrängen runt Kombothekráta är kuperad åt nordost, men åt sydväst är den platt. Havet är nära Kombothekráta åt sydväst. Närmaste större samhälle är Argostoli, 3,9 km norr om Kombothekráta. 